# Cumberland County, New Jersey
Cumberland County är ett administrativt område i delstaten New Jersey, USA. Cumberland är ett av 21 countys i delstaten och ligger i den södra delen av New Jersey. År 2010 hade Cumberland County 156 898 invånare. Den administrativa huvudorten (county seat) är Bridgeton.

## Geografi
Enligt United States Census Bureau har countyt en total area på 1 752 km². 1 267 km² av den arean är land och 485 km² är vatten. 

### Angränsande countyn
- Gloucester County, New Jersey - nord
- Atlantic County, New Jersey - nordöst
- Cape May County, New Jersey - sydöst
- Kent County, Delaware - väst
- Salem County, New Jersey - nordväst